# Benavent (Cruesa)
Benavent (occità) o Bénévent-l'Abbaye (francès) és una localitat i comuna francesa, a la regió de la Nova Aquitània, departament de la Cruesa, al districte de Garait. És la capçalera i major població del cantó homònim. La seva població al cens de 1999 era de 824 habitants. Hi passa un dels Camí de Sant Jaume. Està integrada a la Communauté de communes de Bénévent-Grand-Bourg.
| 1968 | 1975 | 1982 | 1990 | 1999 |
| ---- | ---- | ---- | ---- | ---- |
| 1074 | 1106 | 1023 | 837  | 824  |

| Període      | Identitat          | Partit        |
| ------------ | ------------------ | ------------- |
| 2001-2008    | Jean-Pierre Fanaud |               |
| des del 2008 | André Mavigner     | Divers gauche |